# Pannekoek (Mondkrater)

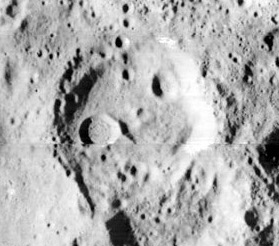
Pannekoek - Mondkrater auf der Rückseite des Mondes (2013)

Pannekoek ist ein Mondkrater auf der Rückseite des Mondes
Der von der Erde aus unsichtbare Krater ist stark erodiert und befindet sich nördlich des Kraters Dellinger und südlich des Kraters Mendeleev.
| Buchstabe | Position           | Durchmesser | Link |
| --------- | ------------------ | ----------- | ---- |
| A         | 1,38° S, 141,27° O | 27 km       |      |
| D         | 2,65° S, 143,63° O | 29 km       |      |
| R         | 5,56° S, 138,5° O  | 73 km       |      |
| S         | 4,49° S, 140,11° O | 16 km       |      |
| T         | 4,4° S, 138,33° O  | 23 km       |      |

Der Krater ist nach dem niederländischen Astronom und rätekommunistischen Theoretiker Anton Pannekoek (1873–1960) benannt.